# Caragana polyacantha
Caragana polyacantha är en ärtväxtart som beskrevs av John Forbes Royle. Caragana polyacantha ingår i släktet karaganer, och familjen ärtväxter. Inga underarter finns listade i Catalogue of Life.